# ファイエットビル・ウッドペッカーズ
ファイエットビル・ウッドペッカーズ（英語: Fayetteville Woodpeckers）は、アメリカ合衆国ノースカロライナ州カンバーランド郡ファイエットビルに本拠地をおくマイナーリーグのプロ野球チーム。MLBのヒューストン・アストロズ傘下A+級チームでカロライナ・リーグ中地区に所属している。本拠地球場はセグラ・スタジアム。

## 歴史
2017年、前年までカリフォルニアリーグ所属だったベーカーズフィールド・ブレイズとハイデザート・マーベリックスの2球団に代わるカロライナ・リーグ所属の新球団として、ノースカロライナ州ビューズクリークにビューズクリーク・アストロズの名でダウンイースト・ウッドダックス（テキサス・レンジャーズ傘下）と共に創設された。
2019年にはノースカロライナ州ファイエットビルに本拠地を移し、ファイエットビル・ウッドペッカーズに改称した。

## 過去の主な所属選手
- マイルズ・ストロー
- カイル・タッカー
- ウィル・ハリス
- フランバー・バルデス
- ブレイディ・ロジャース
- J.B.ブカウスカス